# Galeodes nigrichelis
Galeodes nigrichelis är en spindeldjursart som först beskrevs av Roewer 1934.  Galeodes nigrichelis ingår i släktet Galeodes och familjen Galeodidae.
Artens utbredningsområde är Azerbajdzjan. Inga underarter finns listade i Catalogue of Life.